# Hoofdklasse (Schach) 1982/83
In der Hoofdklasse 1982/83 wurde die 60. niederländische Mannschaftsmeisterschaft im Schach ausgespielt. 
Der Titelverteidiger Volmac Rotterdam gewann alle Wettkämpfe und wurde überlegen niederländischer Mannschaftsmeister. Aus der Klasse 1 waren L&T/Eindhovense SV und die Hilversums Schaakgenootschap aufgestiegen. Beide Aufsteiger erreichten den Klassenerhalt, absteigen mussten Discendo Discimus Den Haag und Bussums Schaakgenootschap.

## Spieltermine
Die Wettkämpfe wurden ausgetragen am 18. September, 9. Oktober, 6. November, 11. Dezember 1982, 8. Januar, 5. Februar, 5. März, 9. April und 7. Mai 1983.

## Abschlusstabelle
| Pl.  | Verein                                                           | Sp | G | U | V | MP   | Brett-P.  |
| ---- | ---------------------------------------------------------------- | -- | - | - | - | ---- | --------- |
| 01.  | Volmac Rotterdam (M)                                             | 9  | 9 | 0 | 0 | 18:0 | 59,5:30,5 |
| 02.  | Desisco/Watergraafsmeer                                          | 9  | 6 | 2 | 1 | 14:4 | 57,5:32,5 |
| 03.  | L&T/Eindhovense SV (N)                                           | 9  | 5 | 2 | 2 | 12:6 | 53,0:37,0 |
| 04.  | Philidor Leiden                                                  | 9  | 5 | 0 | 4 | 10:8 | 45,5:44,5 |
| 05.  | Utrecht                                                          | 9  | 3 | 2 | 4 | 8:10 | 43,5:46,5 |
| 06.  | Hilversums Schaakgenootschap (N)                                 | 9  | 3 | 1 | 5 | 7:11 | 40,5:49,5 |
| 07.  | Philidor Leeuwarden                                              | 9  | 2 | 2 | 5 | 6:12 | 42,5:47,5 |
| 08.  | Vereenigd Amsterdamsch Schaakgenootschap/Amsterdamsch Schaakclub | 9  | 3 | 0 | 6 | 6:12 | 37,0:53,0 |
| 09.  | Discendo Discimus Den Haag                                       | 9  | 2 | 1 | 6 | 5:13 | 34,0:56,0 |
| 010. | Bussums Schaakgenootschap                                        | 9  | 2 | 0 | 7 | 4:14 | 37,0:53,0 |

### Entscheidungen
|     | Niederländischer Mannschaftsmeister: Volmac Rotterdam                            |
|     | Absteiger in die Klasse 1: Discendo Discimus Den Haag, Bussums Schaakgenootschap |
| (M) | Meister der letzten Saison                                                       |
| (N) | Aufsteiger der letzten Saison                                                    |

### Kreuztabelle
| Ergebnisse | Ergebnisse                                                       | 01. | 02. | 03. | 04. | 05. | 06. | 07. | 08. | 09. | 010. |
| ---------- | ---------------------------------------------------------------- | --- | --- | --- | --- | --- | --- | --- | --- | --- | ---- |
| 01.        | Volmac Rotterdam                                                 |     | 5½  | 7   | 5½  | 6½  | 5½  | 6½  | 8   | 7   | 8    |
| 02.        | Desisco/Watergraafsmeer                                          | 4½  |     | 5   | 6   | 7   | 8½  | 5   | 7   | 7½  | 7    |
| 03.        | L&T/Eindhovense SV                                               | 3   | 5   |     | 7   | 4   | 6½  | 5   | 7   | 8½  | 7    |
| 04.        | Philidor Leiden                                                  | 4½  | 4   | 3   |     | 6   | 5½  | 6   | 6   | 7½  | 3    |
| 05.        | Utrecht                                                          | 3½  | 3   | 6   | 4   |     | 5   | 3½  | 8   | 5   | 5½   |
| 06.        | Hilversums Schaakgenootschap                                     | 4½  | 1½  | 3½  | 4½  | 5   |     | 6   | 5½  | 4½  | 5½   |
| 07.        | Philidor Leeuwarden                                              | 3½  | 5   | 5   | 4   | 6½  | 4   |     | 4½  | 6   | 4    |
| 08.        | Vereenigd Amsterdamsch Schaakgenootschap/Amsterdamsch Schaakclub | 2   | 3   | 3   | 4   | 2   | 4½  | 5½  |     | 6   | 7    |
| 09.        | Discendo Discimus Den Haag                                       | 3   | 2½  | 1½  | 2½  | 5   | 5½  | 4   | 4   |     | 6    |
| 10.        | Bussums Schaakgenootschap                                        | 2   | 3   | 3   | 7   | 4½  | 4½  | 6   | 3   | 4   |      |